# روز بويكو
روز بويكو هي محامية وقاضية كندية، ولدت في 1950.